# Bełchatów
Bełchatów (německy Belchatow, 1939–1945 jako Belchental) je město ve středním Polsku v Lodžském vojvodství v okrese Belchatów, ležící 45 kilometrů jižně od Lodže. V roce 2024 zde žilo 51 943 obyvatel, což z něj činí páté nejlidnatější město Lodžského vojvodství.
Poblíž města se nachází významná stejnojmenná tepelná elektrárna. Rozhodnutím Svatého stolce ze dne 2. října 2012 se patronem města stal blahoslavený papež Jan Pavel II.

## Název
Bełchatów je původně název odvozený zpřivlastňovacího jména, které bylo utvořeno ze starého polského jména Bełchat, což byl nejpravděpodobněji zakladatel a majitele osady, která stávala v místě dnešního centra města. Jméno Belchatow bylo pak poprvé zmíněno v historických pramenech v roce 1391.

## Historie

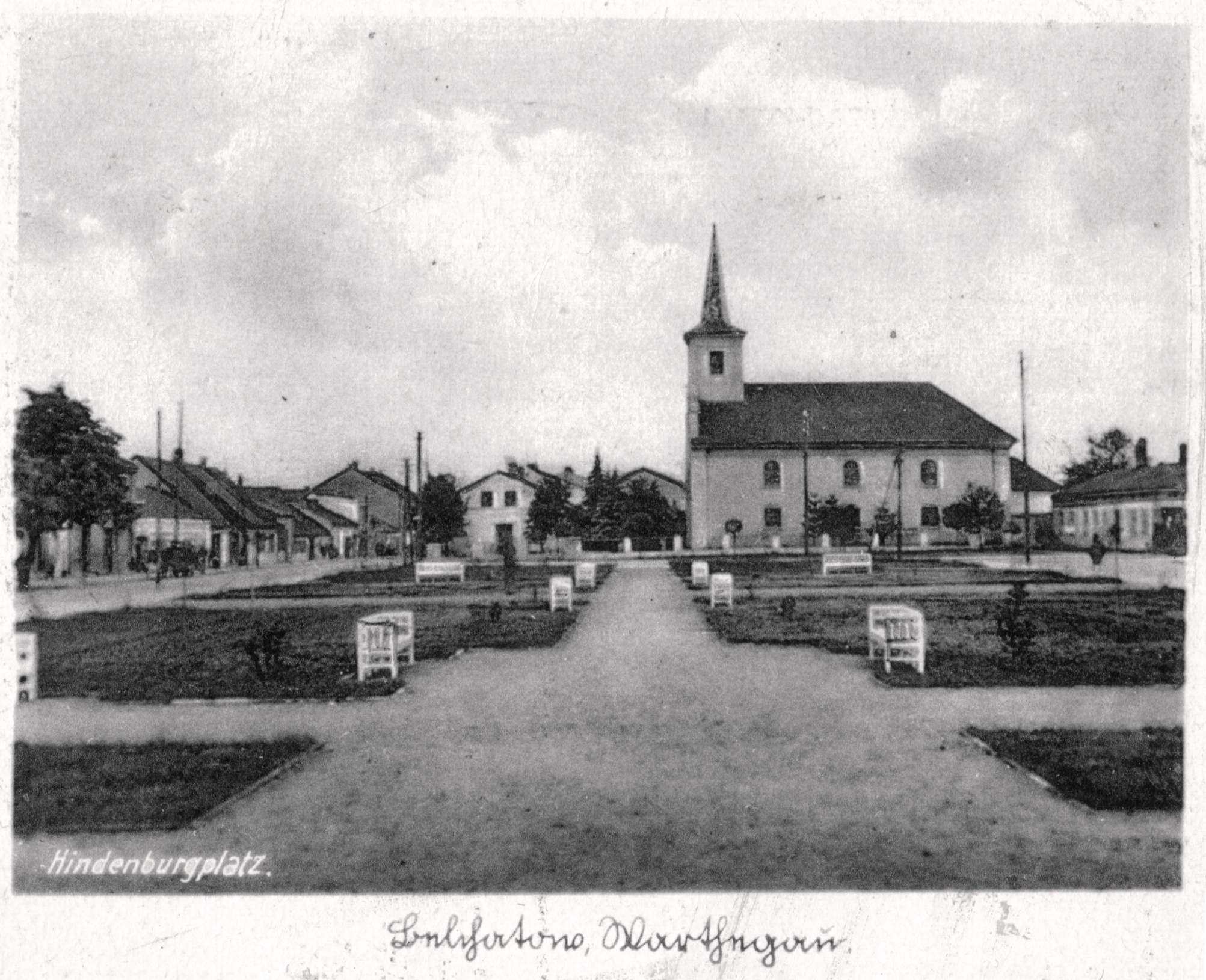
Historická pohlednice

První písemná zmínka o Belchatówě pochází z roku 1391, zpočátku město vlastnil rod Grzymalců (jinak též Belchatowců). Koncem 16. století bylo město dáno do vlastnictví rodu Rychłowských. 
Až do 18. století byl Bełchatów malým městem poblíž středověkého městečka Grocholice (nyní část Bełchatówa). Samotný Belchatów se rozvinul ve druhé polovině 18. století po získání městských práv a od počátku 19. století byl centrem tkalcovského průmyslu, počet jeho obyvatel však nepřesahoval několik tisíc lidí.
Město bylo během německé invaze do Polska obsazeno Wehrmachtem  6. září 1939. Bylo zde zřízeno ghetto, ve kterém žilo asi 5000 Židů. To bylo zlikvidováno v srpnu 1942, přičemž většina obyvatel byla odvezena do vyhlazovacího tábora Chelmno a tam zavražděna.
V roce 1943 bylo město přejmenováno na Belchental (podle výnosu říšského guvernéra ve Warthegau z 18. května 1943). 19. ledna 1945 vtrhla do města Rudá armáda. Na konci války byl Bełchatów zničen celkem z 50 %. Díky reformě místní správy v Polsku v roce 1999 se Bełchatow stal opět okresním městem. Místo se dobře vyvíjelo díky nově objeveným ložiskům hnědého uhlí jižně od města. Elektrárna Bełchatów je se svým výkonem 5 420 megawattů největší hnědouhelnou a druhou největší uhelnou elektrárnu na světě. 

## Památky
- Panství Olszewski[4], postavené na počátku 18. století jako sídlo tehdejších majitelů Bełchatówa Stanisława a Franciszka Rychłowských
- Pozdně barokní kostel Narození Panny Marie z 18. století
- Kostel Všech Svatých v historické čtvrti městské části Grocholice
- Pomník památky Belchatowských občanů - připomíná lidi spojené s Bełchatówem, kteří bojovali za obranu Polska.
- Budova vazební věznice gestapa a nacistického četnictva, dnes sídlo okresní hygienické stanice
- Pomník na faře sv. Stanislava v Bełchatowě (věnován obětem 2. světové války)

## Doprava
Přes Bełchatów vedou důležité dopravní cesty z Lodže do Kielcí. V blízkosti města jsou též plánované rychlostní silnice a dálnice, v roce 2021 byla zahájena výstavba druhého, východního obchvatu města. Bełchatówem prochází v součtu 37,8 km celostátních a provinčních silnic a 85 km obecních a sídlištních silnic.
Bełchatów též protíná železniční trať z osady Rogowiec (stanice se zve „Bełchatów“ uhelný důl a elektrárna) do města Piotrków Trybunalski (v současnosti je v provozu pouze nákladní doprava). Od ledna 1987 do dubna 2000 měl na této trati Bełchatów osobní železniční spojení právě s Piotrkówem.
Dopravní obslužnost autobusy zajišťuje Městský dopravní podnik v Bełchatówě, který disponuje 25 osobními autobusy včetně jednoho výletního (údaje o vozidlech z roku 1995). Od 1. července 2015 je MHD v Bełchatówě zdarma. Z autobusového nádraží jezdí spoje díky kterým se z Bełchatówa lze dostat přímo např. do Varšavy, Lublinu, Wrocławi, Kudowa-Zdróje, Kladska, Čenstochové, Lodže, Sieradze, Radomi, Kalisze, Kielcí, Krakova a Szklarské Poręby.
4. června 2007 byla poblíž místní nemocnice otevřena malá přistávací plocha pro vrtulníky a helikoptéry.

## Ekonomika
Nedaleko města (zrhuba 10 km jižně od centra) se nachází největší palivový a energetický uzel v Polsku, jehož součástí je hnědouhelný důl "Bełchatów" a stejnojmenná elektrárna. Bełchatów je jedním ze dvou nejvýznamnějších měst regionu.
Dne 8. května 2013 byla v Bełchatówě uvedena do provozu nová centrála koncernu PGE Górnictwo i Energetyka Conventional SA, která byla vybudována za cca 50 mil. polských zlotých, na sídlišti Binków. Jeho architektura odkazuje na vzhled průřezu napájecího kabelu. Je to největší a nejmodernější kancelářská budova v Bełchatowě.

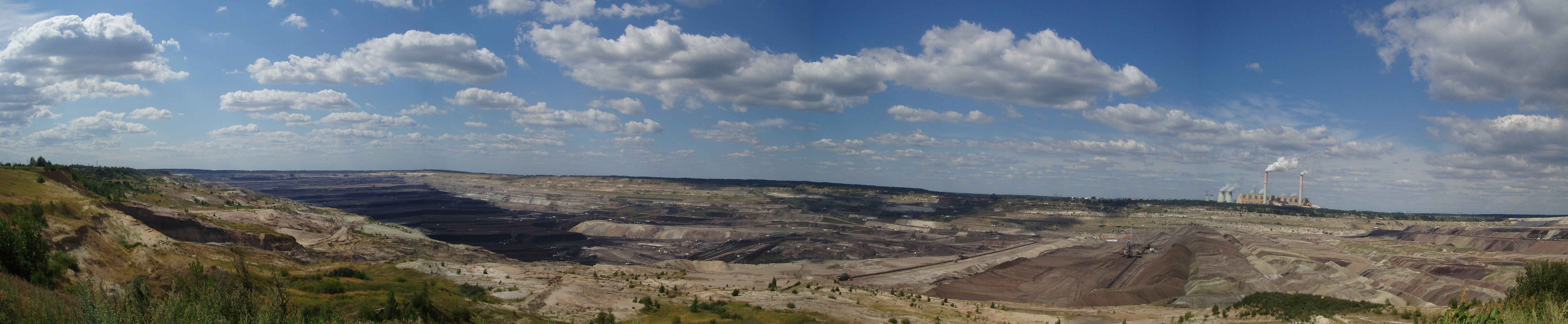
Celkový pohled na důl s elektrátnou Belchatów v pozadí (napravo)

## Partnerská města

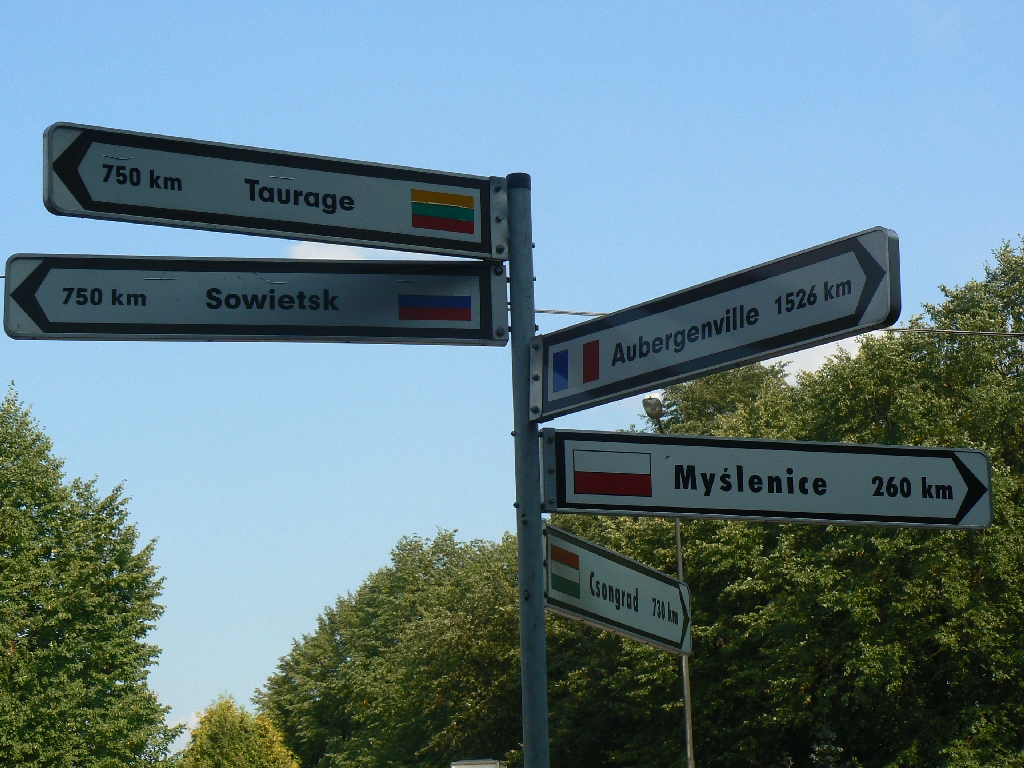
Rozcestník se vzdálenostmi do partnerských měst

Město významněji spolupracuje celkem se 7 městy, včetně jednoho polského. V souvislosti s agresí Ruska proti Ukrajině z února 2022, přijala Rada města Bełchatów usnesení o pozastavení partnerské spolupráce s městem Sovětsk v Kaliningradské oblasti, v Rusku. Tímto krokem město vyjádřilo svou podporu a solidaritu s napadeným ukrajinským národem.
- Alcobaça, Portugalsko
- Aubergenville, Francie
- Csongrád-Csanád, Maďarsko
- Južnoukrajinsk, Ukrajina
- Myślenice, Polsko
- Považská Bystrica, Slovensko
- Tauragė, Litva

## Vývoj počtu obyvatel
| Rok            | 1820 | 1860 | 1931 | 1975   | 1995   | 2000   | 2005   | 2008   | 2015   | 2019   | 2024   |
| Počet obyvatel | 352  | 1899 | 8932 | 10 836 | 59 900 | 61 200 | 62 192 | 61 496 | 58 667 | 56 973 | 51 943 |